# 원각사 (북한산성)
원각사(元覺寺/圓覺寺)는 조선 숙종 37년(1711년) 때에 북한산성 축성 이후 산성의 수비를 위해 창건된 사찰 13개 중 하나로, 부왕동암문 아래 성 안쪽에 71칸 규모로 승려 신초(信楚)가 창건하였다고 전해진다. 현재는 절은 전하지 않으며 석축만 약간 남아 있다.